# Louis Jacquinot
Louis Jacquinot (Gondrecourt-le-Château, 16 de septiembre de 1898-París, 14 de junio de 1993) fue un político y abogado francés.

## Biografía
En 1932, entró en el parlamento francés, su primer cargo fue secretario de estado. Participó en la Segunda Guerra Mundial y fue un seguidor del general Charles de Gaulle. Cuando el general marchó a Londres, Louis Jacquinot lo siguió.
Contrajo matrimonio en 1953 con Simone Lazard, viuda del exministro de Finanzas Maurice Petsche.
Falleció en París el 14 de junio de 1993, a los 94 años de edad.